# 普莱梅
普莱梅（法語：Plémet，法語發音：[plemɛ]）是法国阿摩尔滨海省的一个市镇，属于圣布里厄区。该市镇于2016年由原普莱梅与市镇拉费里耶尔合并而成。2016-2017年间，该市镇曾名为“莱穆兰”（Les Moulins），2018年起恢复“普莱梅”一名。

## 地理
普莱梅（48°10'40"N, 2°35'37"W）面积56.64 平方千米，位于法国布列塔尼大區阿摩尔滨海省，该省份为法国西北部沿海省份，位于布列塔尼半岛北部，北濒大西洋英吉利海峡，西接菲尼斯泰尔省，南至莫尔比昂省，东临伊勒-维莱讷省。
与普莱梅接壤的市镇（或旧市镇、城区）包括：戈姆内、洛尔南、拉莫特、拉普雷内赛、勒默内、圣巴尔纳贝、拉谢兹、普吕米约。
普莱梅的时区为UTC+01:00、UTC+02:00（夏令时）。

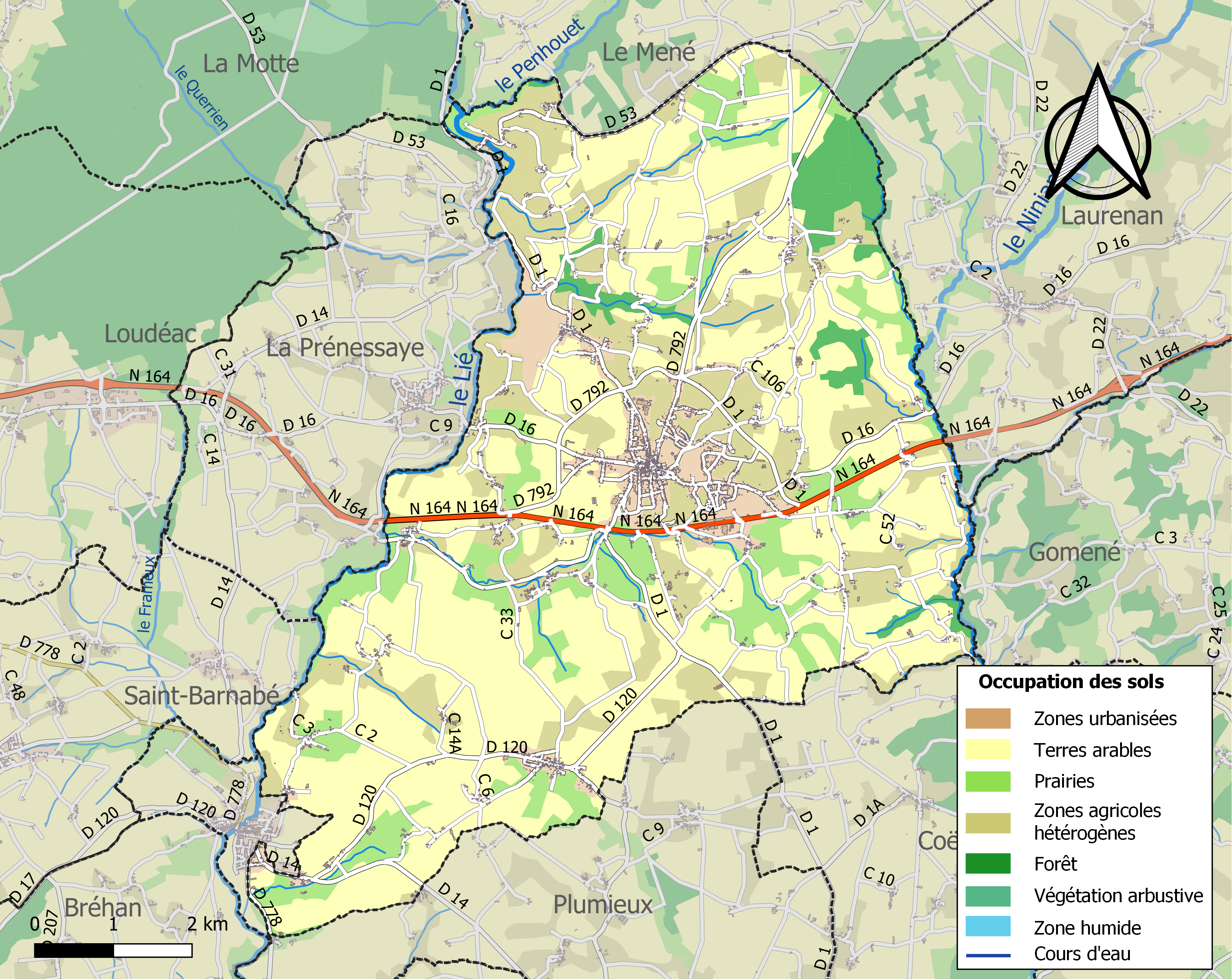
普莱梅的OSM定位图

## 行政
普莱梅的邮政编码为22210，INSEE市镇编码为22183。

## 政治
普莱梅所属的省级选区为卢代阿克县。

## 人口

1962-2008年间普莱梅人口变化图示

普莱梅于2022年1月1日时的人口数量为3751人。